# Groupe de M61
Le groupe de M61 comprend au moins 32 galaxies situées dans la constellation de la Vierge. 

## Distance du groupe de M61
La distance de Hubble moyenne entre ce groupe et la Voie lactée est de 29,6 ± 2,5 Mpc (∼96,5 millions d'al). 
Ce groupe de galaxies est relativement rapproché du Groupe local et plusieurs de ses galaxies se déplacent au sein de l'amas de la Vierge à des vitesses comparables à la vitesse de récession due à l'expansion de l'Univers. C'est pour cela que la distance de Hubble calculée à partir du décalage vers le rouge est quelquefois très différent des mesures de distances non basées sur le décalage. Si une galaxie se déplace vers le centre de l'amas, mais en direction de la Voie lactée, la distance de Hubble sera alors diminuée et, dans le cas contraire augmenté. Il existe plus de trois mesures indépendantes du décalage vers le rouge pour 14 galaxies de ce groupe. La moyenne des distances pour celles-ci est de 25,2 ± 11,1 Mpc (∼82,2 millions d'al), ce qui est légèrement inférieur à la moyenne de la distance de Hubble. Cela indique peut-être que l'ensemble de ce groupe se dirige en direction opposée de la Voie lactée.
On peut sans doute supposer que la distance moyenne de ce groupe se situe entre ces deux valeurs, soit entre 82 et 97 millions d'années-lumière.

## Membres
Le tableau ci-dessous liste les 32 galaxies du groupe indiquées dans l'article de A.M. Garcia paru en 1993.
Plusieurs des galaxies du groupe de M61 apparaissent aussi dans une liste de 227 galaxies d'un article publié par Abraham Mahtessian en 1998. Cette liste comporte plus de 200 galaxies du New General Catalogue et une quinzaine de galaxies de l'Index Catalogue. On retrouve dans cette liste 11 galaxies du Catalogue de Messier, soit M49, M58, M60, M61, M84, M85, M88, M91, M99 et M100.
Toutes les galaxies de la liste de Mahtessian ne constituent pas réellement un groupe de galaxies. Ce sont plutôt plusieurs groupes de galaxies qui font tous partie d'un amas galactique, l'amas de la Vierge. Pour éviter la confusion avec l'amas de la Vierge, on peut donner le nom de groupe de M60 à cet ensemble de galaxies, car c'est l'une des plus brillantes de la liste. L'amas de la Vierge est en effet beaucoup plus vaste et compterait environ 1 300 galaxies, et possiblement plus de 2 000, situées au cœur du superamas de la Vierge, dont fait partie le Groupe local,.
De nombreuses galaxies de la liste de Mahtessian se retrouvent dans dix groupes décrits dans l'article d'A.M. Garcia , soit le groupe de NGC 4123 (7 galaxies), le groupe de NGC 4261 (13 galaxies), le groupe de NGC 4235 (29 galaxies), le groupe de M88 (13 galaxies, M88 = NGC 4501), le groupe de NGC 4461 (9 galaxies), le groupe de M61 (32 galaxies, M61 = NGC 4303), le groupe de NGC 4442 (13 galaxies), le groupe de M87 (96 galaxies, M87 = NGC 4486), le groupe de M49 (127 galaxies, M49 = NGC 4472) et le groupe de NGC 4535 (14 galaxies). Ces dix groupes font partie de l'amas de la Vierge et ils renferment 381 galaxies. Certaines galaxies de la liste de Mahtessian ne figurent cependant dans aucun des groupes de Garcia et vice-versa.
| Nom                  | Class.     | Type                        | α (J2000.0)   | δ (J2000.0) | Vitesse radiale (km/s) | m                    | Distance (Mpc) | Diamètre (kal) | D (Mpc)     |
| -------------------- | ---------- | --------------------------- | ------------- | ----------- | ---------------------- | -------------------- | -------------- | -------------- | ----------- |
| NGC 4255             | SB(r)0^0^  | Lenticulaire                | 12h 18m 56.1s | 04° 47′ 10″ | 1995 ± 5               | 12,8                 | 34,6 ± 2,5     | 37             | 30,5 ± 2,0  |
| NGC 4301 (NGC 4303A) | SAB(s)cd   | Spirale intermédiaire       | 12h 22m 27.2s | 04° 33′ 59″ | 1285 ± 1               | 13,0                 | 24,1 ± 1,7     | 22             | x           |
| M61 NGC 4303         | SAB(rs)bc  | Spirale intermédiaire       | 12h 21m 54.9s | 04° 28′ 25″ | 1566 ± 2               | 9,7                  | 28,2 ± 2,0     | 96             | 14,6 ± 7,3  |
| NGC 4324             | SA0^+(r)   | Lenticulaire                | 12h 23m 06.2s | 05° 15′ 01″ | 1667 ± 3               | 11,6                 | 29,7 ± 2,1     | 71             | 27,1 ± 6,4  |
| NGC 4420             | SB(r)bc?   | Spirale barrée              | 12h 26m 07.6s | 13° 06′ 48″ | 1693 ± 1               | 12,1                 | 30,1 ± 2,1     | 35             | 17,4 ± 3,7  |
| NGC 4496             | SB(rs)m    | Spirale barrée magellanique | 12h 31m 39.2s | 03° 56′ 22″ | 1731 ± 76              | 11,4                 | 30,6 ± 2,5     | 50             | 15,2 ± 2,1  |
| NGC 4527             | SAB(s)bc   | Spirale intermédiaire       | 12h 34m 08.4s | 02° 39′ 13″ | 1736 ± 1               | 10,5                 | 30,7 ± 2,2     | 85             | 14,1 ± 3,3  |
| NGC 4533             | SAd?       | Spirale                     | 12h 34m 22.0s | 02° 19′ 31″ | 1760 ± 2               | 13,8                 | 31,0 ± 2,2     | 81             | x           |
| NGC 4536             | SAB(rs)bc  | Spirale intermédiaire       | 12h 34m 27.0s | 02° 11′ 17″ | 1808 ± 1               | 10,6                 | 31,7 ± 2,3     | 108            | 15,0 ± 2,9  |
| NGC 4581             | E+         | Elliptique                  | 12h 38m 05.2s | 01° 28′ 40″ | 1838 ± 2               | 12,5                 | 32,2 ± 2,3     | 72             | 38,8 ± 11,6 |
| NGC 4599             | SA0/a      | Lenticulaire                | 12h 40m 27.1s | 01° 11′ 49″ | 1863 ± 1               | 12,6                 | 32,5 ± 2,3     | 64             | x           |
| IC 3267              | SA(s)cd    | Spirale                     | 12h 24m 05.5s | 07° 02′ 29″ | 1237 ± 4               | 13,4                 | 23,3 ± 1,7     | 47             | 37,8 ± ?A   |
| IC 3474              | Sd         | Spirale                     | 12h 32m 36.5s | 02° 39′ 41″ | 1727 ± 5               | 14,2                 | 30,5 ± 2,2     | 42             | 19,1 ± 1,2  |
| UGC 7354             | E pec?     | Elliptique naine            | 12h 19m 09.9s | 03° 51′ 23″ | 1525 ± 1               | 13,8                 | 27,6 ± 2,0     | 16             | 15,7 ± 1,7A |
| UGC 7387             | Sd?        | Spirale                     | 12h 20m 17.3s | 04° 12′ 06″ | 1734 ± 3               | 14,4                 | 30,7 ± 2,2     | 115            | 43,7 ± 6,6  |
| UGC 7512             | IB(s)m     | Irrégulière magellanique    | 12h 25m 41.3s | 02° 09′ 32″ | 1505 ± 5               | 14,5                 | 27,3 ± 2,0     | 18             | 14,8 ± 4,9  |
| UGC 7522             | Scd?       | Spirale                     | 12h 25m 58.3s | 03° 25′ 49″ | 1426 ± 1               | 13,8                 | 26,1 ± 1,9     | 151            | 40,0 ± 5,1  |
| UGC 7612             | Sm?        | Spirale magellanique        | 12h 29m 02.1s | 02° 43′ 23″ | 1574 ± 5               | 14,3                 | 28,3 ± 2,0     | 50             | 23,8 ± 9,7A |
| UGC 7642             | Sdm        | Spirale magellanique        | 12h 30m 13.7s | 02° 37′ 29″ | 1634 ± 6               | 14,3                 | 29,2 ± 2,1     | 15             | x           |
| UGC 7780             | Sdm?       | Spirale magellanique        | 12h 36m 42.1s | 03° 06′ 30″ | 1457 ± 3               | 14,8                 | 26,5 ± 1,9     | 24             | x           |
| CGCG 42-46           | SB0/a pec? | Lenticulaire naine          | 12h 21m 57.8s | 02° 20′ 42″ | 1830 ± 1               | 14,2                 | 32,1 ± 2,3     | 8,6            | 17,0 ±? A   |
| CGCG 42-86           | S?         | Spirale                     | 12h 24m 39.5s | 03° 59′ 44″ | 1739 ± 4               | 14,5                 | 30,8 ± 2,2     | 24             | 26,3 ±? A   |
| MCG 1-32-56          | IB?        | Irrégulière                 | 12h 25m 52.5s | 05° 48′ 35″ | 1525 ± 2               | 14,20 ± 0,032        | 27,6 ± 2,0     | 18             | x           |
| MCG 1-32-126         | Irr?       | Irrégulière                 | 12h 39m 21.9s | 04° 56′ 12″ | 1620 ± 7               | 14,25 ± 0,020        | 28,9 ± 2,1     | 14             | x           |
| VCC 260              | Irr?       | Irrégulière naine           | 12h 17m 52.8s | 05° 01′ 37″ | 1776 ± 6               | 17,75 ± 0,021        | 31,3 ± 2,2     | 8,0            | x           |
| VCC 286              | Irr?       | Irrégulière naine           | 12h 18m 28.1s | 05° 36′ 57″ | 1786 ± 3               | 15,861 ± 0,013 asinh | 31,5 ± 2,2     | 7,3            | x           |
| VCC 329              | Irr?       | Irrégulière naine           | 12h 19m 13.8s | 05° 59′ 09″ | 1622 ± 10              | 17,40 ± 0,024        | 29,0 ± 2,1     | 4,4            | x           |
| VCC 741              | BCD?       | Naine bleue compacte        | 12h 24m 41.3s | 03° 43′ 17″ | 1859 ± 2               | 15,665 ± 0,011 asinh | 32,5 ± 2,3     | 8,0            | x           |
| VCC 985              | BCD?       | Naine bleue compacte        | 12h 27m 15.8s | 04° 15′ 48″ | 1634 ± 1               | 15,01 ± 0,032        | 29,2 ± 2,1     | 4,4            | x           |
| VCC 1060             | S?         | Spirale                     | 12h 28m 03.6s | 02° 54′ 36″ | 1497 ± 3               | 15,09 ± 0,036        | 27,2 ± 1,9     | 13             | x           |
| VCC 1459             | BCD?       | Naine bleue compacte        | 12h 32m 51.3s | 02° 37′ 47″ | 1774 ± 3               | 15,63 ± 0,036        | 31,2 ± 2,2     | 9,6            | 17,0 ±? A   |
| VCC 1572             | BCD        | Naine bleue compacte        | 12h 34m 35.0s | 02° 34′ 08″ | 1845 ± 6               | 15,409 ± 0,014 asinh | 32,3 ± 2,2     | 13             | 17,0 ±? A   |

- A Trois mesures ou moins.

Le site DeepskyLog permet de trouver aisément les constellations des galaxies mentionnées dans ce tableau ou si elles ne s'y trouvent pas, l'outil du site constellation permet de le faire à l'aide des coordonnées de la galaxie. Sauf indication contraire, les données proviennent du site NASA/IPAC.